# 大寨乡 (崆峒区)
大寨乡，是中国甘肃省平凉市崆峒区下辖的一个乡镇级行政单位。

## 行政区划
大寨乡共辖以下地区：
高原村、土谷堆村、大寨村、张庄村、童咀村、小马村、老庄洼村、白土村、赵原村、雷神庙村、潘岭村、马营子村、雨林村、曹子村、康庄村、穆家村、桂花村、柳沟村、清水岭村、油坊村、锁家村、黄家村、刘家村、梨树园村。